# 名古屋市立大生小学校
名古屋市立大生小学校（なごやしりつ たいせいしょうがっこう）は、愛知県名古屋市南区西又兵ヱ町にある公立小学校。

## 歴史

### 校名の由来
大江の「大」と宝生の「生」をそれぞれ採って命名された。

### 沿革
- 1944年（昭和19年）4月1日 - 名古屋市笠寺国民学校又兵ヱ分教場が設置[2]。
- 1947年（昭和22年）4月1日 - 名古屋市立笠寺小学校又兵ヱ分教場となる[2]。
- 1948年（昭和23年）4月1日 - 名古屋市立笠寺小学校より分離独立し、名古屋市立大生小学校となる[2]。
- 1957年（昭和32年） - 分校を設置[3]。
- 1959年（昭和34年）4月1日 - 分校が名古屋市立宝小学校として分離[3]。

### 児童数の変遷
『愛知県小中学校誌』（1998年）によると、児童数の変遷は以下の通りである。
| 1948年（昭和23年） | 601人   |  |
| 1957年（昭和32年） | 2,560人 |  |
| 1967年（昭和42年） | 575人   |  |
| 1977年（昭和52年） | 504人   |  |
| 1987年（昭和62年） | 502人   |  |
| 1997年（平成9年）  | 275人   |  |

## 通学区域
所管する名古屋市教育委員会は、2019年（令和元年）9月1日現在、南区荒浜町5丁目・加福町・加福本通・西又兵ヱ町・浜中町1丁目および同2丁目・東又兵ヱ町の各全域および、港東通・前浜通1丁目の各一部を通学区域として指定している。
また、卒業後の進学先は名古屋市立南光中学校となっている。